# Gouvernorat de Beni Souef
Pour les articles homonymes, voir Souef.
Le gouvernorat de Beni Souef est un gouvernorat de l'Égypte. Il se situe dans le centre du pays. Sa capitale est Beni Suef, à proximité de la pyramide de Meïdoum.

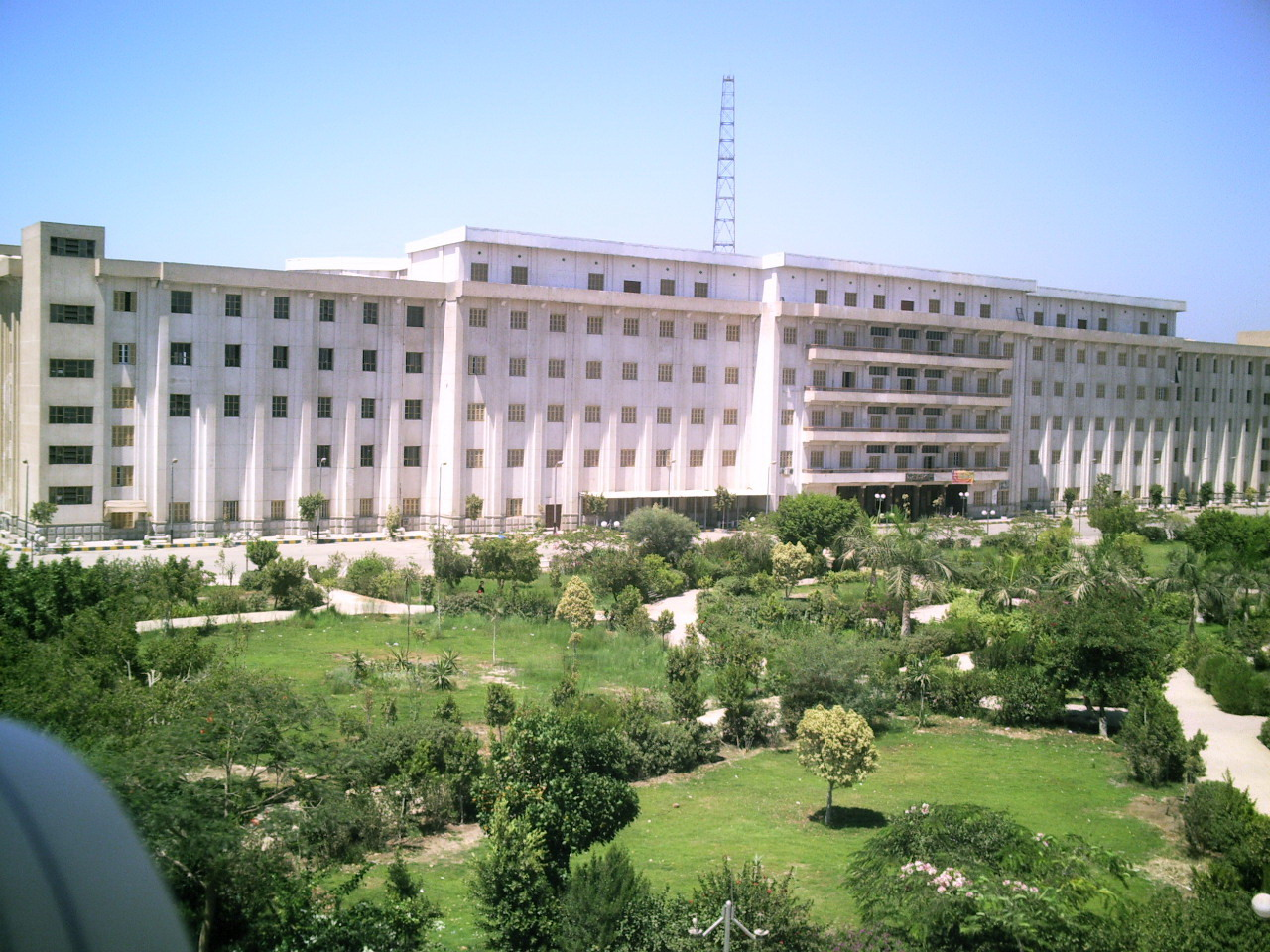
Université Beni Suef